# ハミルトン・カレッジ
ハミルトン・カレッジ（英語：Hamilton College）は、アメリカ合衆国ニューヨーク州クリントン村（ユーティカ郊外）に位置するリベラル・アーツ・カレッジ。ニューヨーク州の大学としては3番目に長い歴史を持つ。1793年、宣教師のサミュエル・カークランドによってハミルトン・オナイダ・アカデミーとして設立され、1812年、ハミルトン大学として認可をうける。大学の名は米国初代財務長官アレクサンダー・ハミルトン（ハミルトン・オナイダ・アカデミー理事会の初代理事）に由来する。もともとは男子校であったが、1978年に隣接する女子大のカークランド・カレッジと合併し、男女共学となる。カレッジ・ヒルの頂上にあるので、「丘の上の学校」と呼ばれる。
2005年の「U.S. News & World Report」で、19世紀アメリカの「ベスト・リベラル・アーツ・カレッジ」の一校に選ばれた。

## 歴史
1793年設立、1812年大学として認可

## 学生
- 総学生数 1780人
- 学生の出身地：アメリカ合衆国43州、世界40カ国

## 教育
- 教員数 185人
- 学生と教員の比率 - 学生9.3人：教員1人

次の事項に重点を置いた教育を目指している。
- 気的好奇心と柔軟性（Intellectual Curiosity and Flexibility）
- 分析に基づく洞察力（Analytic Discernment）
- 美的評価（Aesthetic Discernment）
- たゆまぬ向上努力（Disciplinary Practice）
- 創造力（Creativity）
- コミュニケーションと表現力（Communication and Expression）
- 文化的多様性の理解（Understanding of Cultural Diversity）
- 一市民としての倫理観・情報認識・社会貢献（Ethical, Informed, and Engaged Citizenship）

## スポーツ
NESCAC  所属　New England Small College Athletic Confference （Amherst, Bates, Bowdoin, Colby, Connecticut College, Hamilton, Middlebury, Trinity , Tufts, Wesleyan, Williams）

## 著名な出身者
主要記事：w:List of Hamilton College people
- エリフ・ルート - 1912年ノーベル・平和賞受賞者。1864年卒業
- ジョージ・ウィリアム・ノックス - 長老派の在日宣教師,明治学院の教授。1874年卒業
- ウイリアム・ブリストル - 製薬会社ブリストル・マイヤーの創業者。1882年卒業
- エズラ・パウンド - 詩人、批評家。1905年卒業
- バラス・スキナー - アメリカの著名な心理学者。1926年卒業
- ソル・リノウィッツ - 法律家、外交官、大統領自由勲章受章者。1935年卒業
- ポール・グリーンガード - 神経科学者。2000年ノーベル医学・生理学賞受賞。1948年卒業
- マイケル・キャッスル - 米国下院議員、前デルウエア州知事。1961年卒業
- ドリュー・サンダー・デイズIII - エール大学法科大学院教授、法務長官（1993年-1996年）。1963年卒業
- トマス・ジェイムズ・ヴィルサック - 元アイオワ州知事、現オバマ政権下農務長官。1972年卒業